# Trei panouri publicitare lângă Ebbing, Missouri
Trei panouri publicitare lângă Ebbing, Missouri  (titlu original: Three Billboards Outside Ebbing, Missouri) este un film american din 2017 scris și regizat de Martin McDonagh. Este creat în genurile comedie, crimă, dramă. Rolurile principale au fost interpretate de actorii Frances McDormand, Caleb Landry Jones, Kerry Condon, Sam Rockwell (care a primit un Oscar pentru acel rol), Woody Harrelson și Abbie Cornish.

## Prezentare
Filmul spune povestea unei mame și lupta sa cu autoritățile locale pentru aflarea identității ucigașului și violatorului fiicei sale.

## Distribuție
- Frances McDormand- Mildred Hayes
- Woody Harrelson- Chief Bill Willoughby
- Sam Rockwell- Officer Jason Dixon
- John Hawkes- Charlie Hayes
- Peter Dinklage- James
- Caleb Landry Jones- Red Welby
- Lucas Hedges- Robbie Hayes
- Abbie Cornish- Anne Willoughby
- Kerry Condon- Pamela
- Darrell Britt-Gibson- Jerome
- Željko Ivanek- Desk Sergeant Cedric Connoly
- Kathryn Newton- Angela Hayes
- Samara Weaving- Penelope
- Clarke Peters- Abercrombie
- Sandy Martin- Momma Dixon

## Producție
Filmările au început la 2 mai 2016, în Sylva, North Carolina, și au durat 33 de zile. Cheltuielile de producție s-au ridicat la 12 milioane $.

## Lansare și primire
A avut încasări de 43,8 milioane $.